# Jüdisches Kinderheim Föhr
Das Jüdische Kinderheim Föhr war eine von 1927 bis 1938 in Wyk auf Föhr bestehende Institution des Jüdischen Frauenbundes.
Unter Mitwirkung von Sidonie Werner eröffnete der Jüdische Frauenbund 1927 in Wyk ein eigenes Kinder- und Erholungsheim. Hier am Südstrand sollten schwerpunktmäßig tuberkulosegefährdete jüdische Kinder aus den Großstädten Erholung finden. Neben dieser Einrichtung an der Gmelinstraße gab es zusätzlich an der Feldstraße das private Haus Weinberg.
Ab 1933 wurden Kinder und Personal eingeschüchtert und drangsaliert. Seit 1935 galten auf der Insel die jüdischen Kinder als „unerwünscht“, der Aufenthalt wurde ihnen zusehends unmöglich gemacht. Im Juni 1938 brannte das Haus infolge eines elektrischen Defekts aus. Von der örtlichen Verwaltung gab es „erhebliche Bedenken“ gegen einen Wiederaufbau. Der Betrieb wurde daraufhin im Haus Weinberg fortgeführt.
Während der Pogromnacht vom 9. auf den 10. November 1938 wurde auch das Haus Weinberg von NS-Anhängern attackiert. Nach einem Spießrutenlauf durch die Straßen von Wyk wurden die letzten jüdischen Kinder in einem Motorboot fortgebracht. Die Gebäudereste in der Gmelinstraße wurden komplett abgetragen. Die Einrichtung an der Feldstraße musste im Rahmen der „Arisierung“ an die Nationalsozialistische Volkswohlfahrt verkauft werden.
Am Ort des Jüdischen Kinderheims an der Gmelinstraße steht jetzt ein Wohnhaus; das Anbringen einer Gedenktafel lehnte die Eigentümergemeinschaft bisher ab.